# Ghare Ghouzlu
Ghare Ghouzlu (pers. قره قوزلو) – wieś w Iranie, w ostanie Azerbejdżan Zachodni, w szahrestanie Mijandoab. W 2006 roku liczyła 702 mieszkańców.